# 853
853 (DCCCLIII) var ett normalår som började en söndag i den julianska kalendern.

## Händelser

### Maj
- 22–23 maj – En bysantinsk flotta förstör Damietta i Egypten.

### Okänt datum
- Ansgar reser hem från Birka.

## Födda
- Abu Mansur Maturidi, iranisk teolog.

## Avlidna
- Áilgenán mac Donngaile, kung av Munster.